# Nuevo Baztán
Nuevo Baztán es un municipio español perteneciente a la Comunidad de Madrid situado en la comarca Cuenca del Henares, ubicado a 50 km al este de Madrid. El casco histórico tiene sus inicios en el periodo que va desde 1709 a 1713 como residencia de los obreros de una fábrica de vidrio fundada ex novo por Juan de Goyeneche y Gastón (seguidor del racionalismo francés) a partir de Villa de Olmedo. El nombre de Nuevo Baztán proviene del valle del Baztán, en Navarra, lugar de nacimiento de Juan de Goyeneche. El modelo urbanístico de calles en retículo ortogonal definido a comienzos del siglo XVIII para este poblado ha sido objeto de estudio por urbanistas españoles como Fernando Chueca Goitia: «Ejemplo del urbanismo barroco castizo». Goyeneche encarga el diseño de los edificios y su distribución espacial urbanística al arquitecto español José Benito Churriguera. El poblado ocupa un lugar en la meseta, donde antes había un bosque de acebos (Ilex aquifolium). Las industrias estuvieron funcionando hasta mediados del siglo XVIII, sufriendo diversas transformaciones hasta que se cerraron definitivamente, el viejo poblado permaneció en estado de abandono durante varios siglos.
A comienzos del siglo XX se realizaron diversos intentos de restauración del poblado antiguo, y en 1941 se declaró Monumento Histórico-Artístico. En 1965, por iniciativa de una compañía urbanizadora, se promueve el ensanche del viejo pueblo con la urbanización de Eurovillas, posteriormente se construyeron otras urbanizaciones que hicieron crecer la población en su periferia. Desde el 16 de marzo de 2000 el conjunto formado por el palacio de Goyeneche y la iglesia (dedicada al santo navarro Francisco Javier) está considerado Bien de Interés Cultural.
Está catalogado como Uno de Los Pueblos Más Bonitos de España desde el año 2021 y pertenece desde entonces a la asociación homónima.

## Geografía
El municipio se encuentra al sureste de Alcalá de Henares, a 831 m de altitud, en una meseta. Está ubicado en un suelo calizo poco apto para la agricultura. Cuenta con una población de 6454 habitantes (censo de 2020).

### Límites
El término municipal de Nuevo Baztán limita con los siguientes términos municipales:
| Noroeste: Valverde de Alcalá | Norte: Corpa         | Noreste: Pezuela de las Torres |
| Oeste: Pozuelo del Rey       |                      | Este: Olmeda de las Fuentes    |
| Suroeste: Pozuelo del Rey    | Sur: Villar del Olmo | Sureste: Villar del Olmo       |

### Urbanizaciones
El municipio de Nuevo Baztán contiene a comienzos del siglo XXI cuatro urbanizaciones que dependen administrativamente del municipio. Estas son Eurovillas, Las Villas de Nuevo Baztán, Monte Acevedo y El Mirador del Baztán. Eurovillas fue, durante la década de los noventa, la mayor urbanización de Europa, con más de 4000 parcelas.[cita requerida] Además, cuenta con dos centros comerciales, la Casa de Cultura Valmores, la Casa de la Juventud, la oficina de Correos, la casita de niños municipal, la Escuela Infantil Pocholines y dos colegios: el Colegio Internacional Eurovillas y el C. E. I. P. Juan de Goyeneche.

### Naturaleza

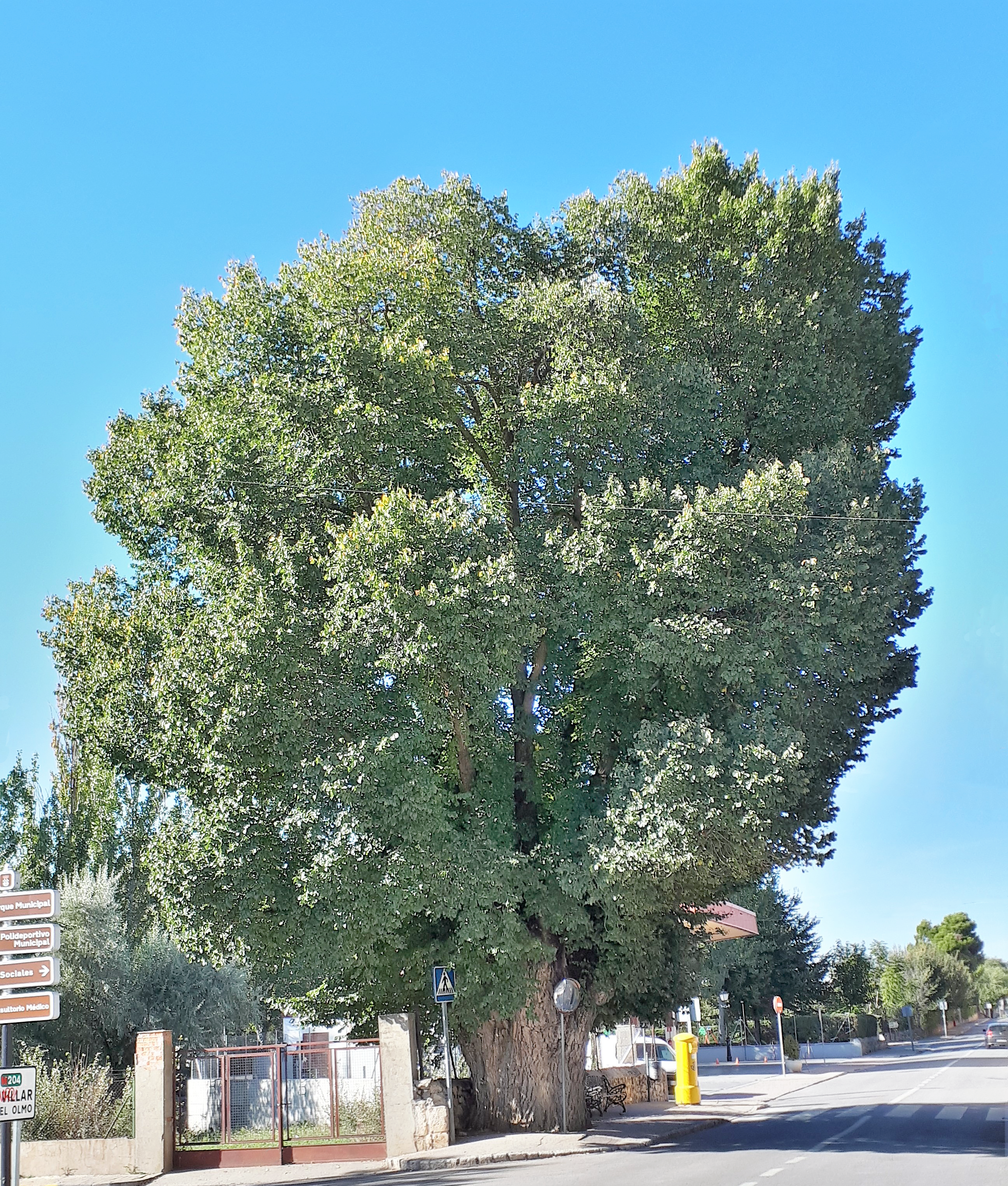
Olmo de Nuevo Baztán

Nuevo Baztán tiene identificados dos ejemplares como Árboles singulares de la Comunidad de Madrid son el:
- Olmo de Nuevo Baztán
- Pino carrasco del jardín del Palacio Goyeneche

## Historia

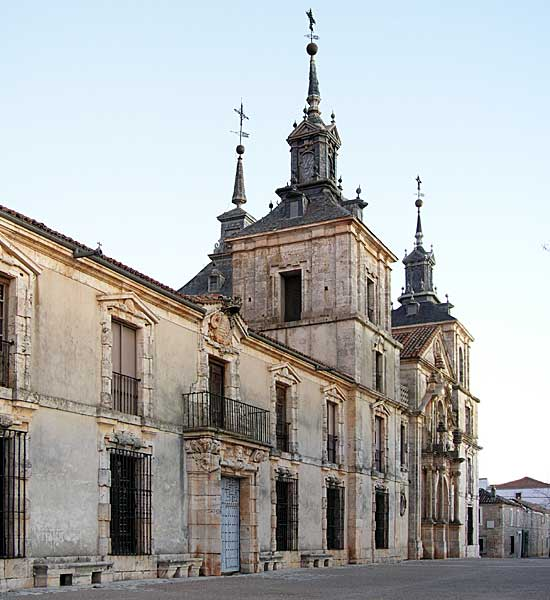
Vista del palacio de Goyeneche construido entre 1709 y 1713, integrado por dos estructuras contiguas: a la izquierda, el recinto palaciego propiamente dicho y, a la derecha, a mayor altura, la iglesia de San Francisco Javier

La historia del municipio de Nuevo Baztán pasa por dos etapas claramente diferenciadas, en la primera se crea el poblado como un conjunto de edificios estructurados en torno a un objetivo de producción industrial dieciochesco: La fábrica de vidrios finos. Seguido de un periodo de decadencia y abandono, hasta un posterior repoblamiento con urbanizaciones en una especie de ensanche rural y terciarizado. A comienzos del siglo XXI el casco viejo contiene menos de un 5% de la población neobaztanesa, estando el resto de la población disperso entre diversas urbanizaciones. El poblado antiguo, o casco antiguo suscita interés desde el punto de vista histórico (se crea en un espacio de tiempo de transición entre dinastías monárquicas), desde el punto de vista arquitectónico (se trata de un ejemplo barroco) y urbanístico (es un primer ensayo de pueblo industrial). Las primeras noticias del poblado se remontan al padre Alcázar que, en 1710, menciona los trabajos de Juan de Goyeneche. 

### Antecedentes
La fundación del pueblo se debe al navarro Juan de Goyeneche, oriundo del valle de Baztán (Navarra), tesorero de Isabel de Farnesio (esposa de Felipe V). Goyeneche tiene propiedades en Madrid (como su palacio de la calle Alcalá), desempeña varios cargos en la Corte y será uno de los fundadores de la Real Congregación de San Fermín de los Navarros en 1684, lo que es una prueba de su filantropía. También funda la Gaceta de Madrid y apoya decididamente a Felipe V en la Guerra de Sucesión que duró trece años. Juan Goyeneche era seguidor del colbertismo, una corriente económica de moda en la época. Hubo otros seguidores anteriores a Goyeneche como fue el caso de Manuel Joaquín Álvarez de Toledo (1642-1707), Conde de Oropesa. Juan de Goyeneche estaba empeñado en establecer centros industriales y elige este sitio despoblado y yermo, cercano de la Villa de Olmedo, en el bosque junto a la antigua Ermita de San Blas.
Para el establecimiento del horno de vidrio (hundido en el suelo) se hace traer una cantidad ingente de tierra procedente de Tortosa (comarca del Bajo Ebro), solo la de esta zona resiste al fuego. En sucesivos intentos estuvo embarcado Juan de Goyeneche hasta que en el tercero dio con la fórmula, obteniendo un vidrio tan fino que proveyó durante un tiempo a la nueva casa de los Borbones. Esta fábrica de vidrios incoloros proveyó a los mercados de Madrid y de otras partes de España así como a sus posesiones en América. Juan de Goyeneche establece otras factorías en las poblaciones vecinas de Illana y Olmeda de la Cebolla (actualmente Olmeda de las Fuentes).
Una de las teorías apoyadas por algunos historiadores es que el pueblo se fundó principalmente con agotes traídos por Goyeneche procedentes de Bozate para que estos pudieran huir del acoso de los habitantes del Valle del Baztán en Navarra. Empleándolos como mano de obra barata en la construcción de las casas y como administradores y escribientes debido a sus conocimientos del idioma francés. Es posible que fuese así, aunque no hay constancia de apellidos agotes en el censo de población de 1722.

### Fundación del poblado

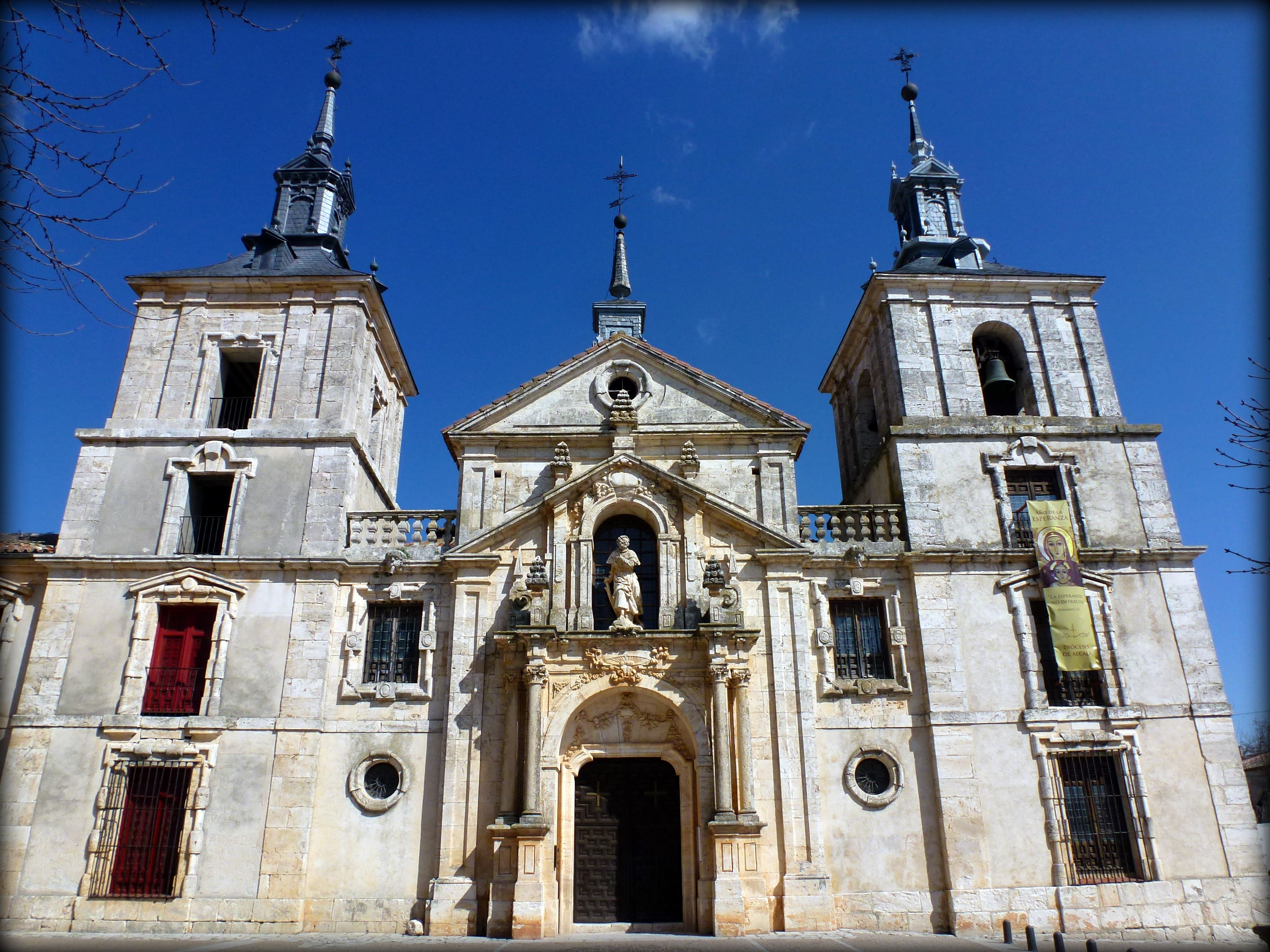
Iglesia de san Francisco Javier

El municipio fue fundado en 1709 como un modelo urbanístico segregándose su territorio del municipio de Olmeda de la Cebolla (hoy Olmeda de las Fuentes). La iniciativa vino de un amigo del rey Carlos II, Juan de Goyeneche, nacido en Arizcun, localidad perteneciente al navarro Valle de Baztán. A causa de este apoyo recibe permisos para construir factorías de cristal, paños, sombreros y papel en diversos lugares del territorio español. Tras adquirir el bosque de acevedo contrata al arquitecto español José de Churriguera para que edifique un poblado de medio millar de habitantes. Churriguera fue arquitecto protegido por Goyeneche hasta el final de sus días. Churriguera diseña el conjunto en tres etapas, por una parte el sector palacio-iglesia-plaza cuadrangular, por otro el conjunto de viviendas y tercero las fábricas. Establece como desarrollo urbano la cuadrícula (en plan hipodámico), tal y como los conquistadores españoles estaban realizando en las nuevas ciudades del Nuevo Mundo. Sirviendo posteriormente de modelo a Pablo de Olavide (igualmente de origen navarro) en las denominadas Nuevas Poblaciones de Andalucía y Sierra Morena. La previsión de este diseño era de un fuerte crecimiento de la población debido a un auge en la producción industrial.
El palacio-iglesia de Goyeneche fue construido entre 1709 y 1713 por José de Churriguera. Su estilo queda enmarcado dentro del barroco español.
En Nuevo Baztán vivían familias navarras, castellanas, flamencas y portuguesas. Fue construido por agotes, venidos de Navarra del valle de Baztán (de ahí que se llamara Nuevo Baztán). Una vez al año se celebran las Javieradas, fiesta popular celebrada el segundo domingo de marzo junto a muchos navarros que llegan para la ocasión.
En el lugar hubo una industria de cerámica y de vidrio. Las casas fueron habitadas por los artesanos que trabajaban en las fábricas. La iglesia está dedicada a san Francisco Javier, data de 1722, y anexo a ella se encuentra el palacio. Algunos maestros vidrieros como Ventura Sit, que era un experto vidriero catalán, trabajaron en la fábrica de Nuevo Baztán.

### Declive

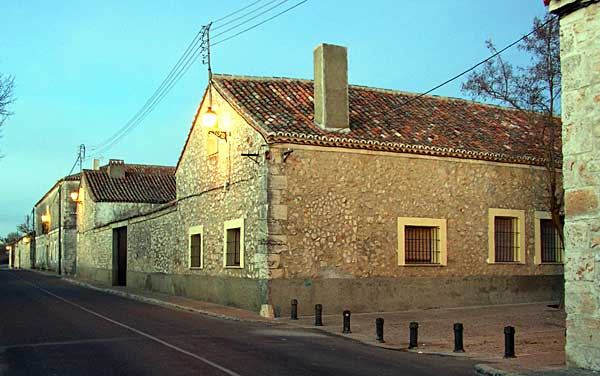
Viviendas de los trabajadores del siglo

La fuente primaria de energía para la industria serían los abundantes acebos (Ilex aquifolium) existentes en la zona. Para competir con la producción de Nuevo Baztán, los productores europeos de vidrio de la competencia pusieron su material a un precio muy inferior al ofertado por la fábrica de Goyeneche. De esta forma tuvieron que decidir almacenar la producción y no someterla a la venta durante algunos años con el objeto de no perder dinero. Con este objeto Goyeneche estableció en Madrid un almacén de sus vidrios en su casa de la calle de Alcalá (actual Real Academia de San Fernando).

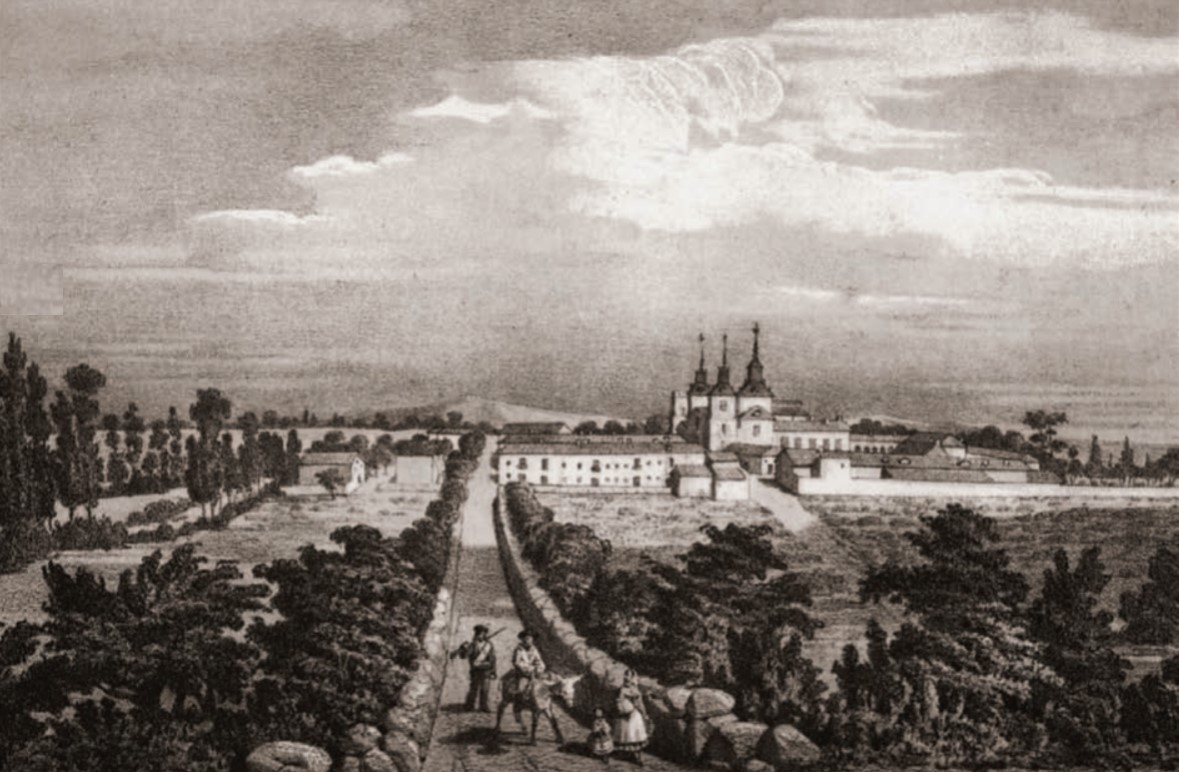
Nuevo Baztán en un grabado del siglo

Una de las causas más comentadas del parón en la producción de vidrios fue la escasez de leña. Algo que había ocurrido también en los arrabales de París. Juan Goyeneche para evitar la parada de la producción trasladó todo a Villanueva de Alcorón pero los oficiales de vidriería no pudieron dar la calidad que tenían en Nuevo Baztán. De la Real Fábrica de vidrios de San Ildefonso salieron los oficiales aprendices de Nuevo Baztán. La quiebra de la fábrica, y la imposibilidad de trabajar las tierras calizas de la zona, hizo que la población disminuyera debido a la emigración.

### Actualidad
El conjunto de palacio e iglesia y las dos plazas se declaró Monumento Histórico-Artístico el 16 de octubre de 1941. En 1965 por iniciativa de una compañía urbanizadora se promueve el ensanche del viejo pueblo con la urbanización de Eurovillas (denominada inicialmente como "Ciudad de las Américas"). La urbanización se ubica en las cercanías de la carretera de Nuevo Baztán a Madrid, y debido a que la promotora era extranjera las viviendas se promovieron en diversos países europeos, lo que supuso un aumento de población procedente de otros países. En julio de 1975 la promotora entra en suspensión de pagos. La urbanización El Mirador del Baztán se construye en un terreno abandonado por una empresa dedicada a la crianza y compraventa de aves en Madrid. Estas dos iniciativas urbanizadoras hicieron que el número de vecinos empadronados creciese.
En 1985 el Grupo Banesto adquiere el conjunto de Nuevo Baztán en pública subasta, siendo cedido posteriormente a la Comunidad de Madrid en el año 1989. Ya a finales del siglo XX la Comunidad decide instalar en las dependencias del palacio el Museo Etnológico de la Comunidad de Madrid, quedando ubicado una porción del museo tan solo en las bodegas de dicho palacio.

## Demografía
Cuenta con una población de 7339 habitantes (INE 2024).
| Gráfica de evolución demográfica de Nuevo Baztán entre 1842 y 2021 |
| |
| Población de derecho según los censos de población del INE Población de hecho según los censos de población del INEEn estos censos se denominaba Nuevo Baztán: 1842, 1857 y 1860 |

## Economía
La zona es pobre en recursos mineros. Antiguamente se explotaban los yesos en los sedimentos de las Cuestas. Han existido tanto canteras de caliza como de yeso, localizándose las primeras en los puntos de mayor cota, y las segundas en las depresiones y en el valle. En la actualidad existen empresas de mantenimiento industrial, frío industrial y fábricas de muebles. Existe, no obstante un polígono industrial.

## Transporte público
Cuenta con tres líneas de autobús, una de ellas con cabecera en el Intercambiador de Avenida de América.
Las tres líneas están operadas por la empresa ALSA. Estas líneas son:
| Línea | Recorrido                                                    |
| ----- | ------------------------------------------------------------ |
| 260   | Alcalá de Henares - Ambite - Orusco                          |
| 261   | Madrid (Avenida de América) – Nuevo Baztán - Villar del Olmo |
| 321   | Arganda del Rey (Hospital) – Villar del Olmo                 |

## Servicios

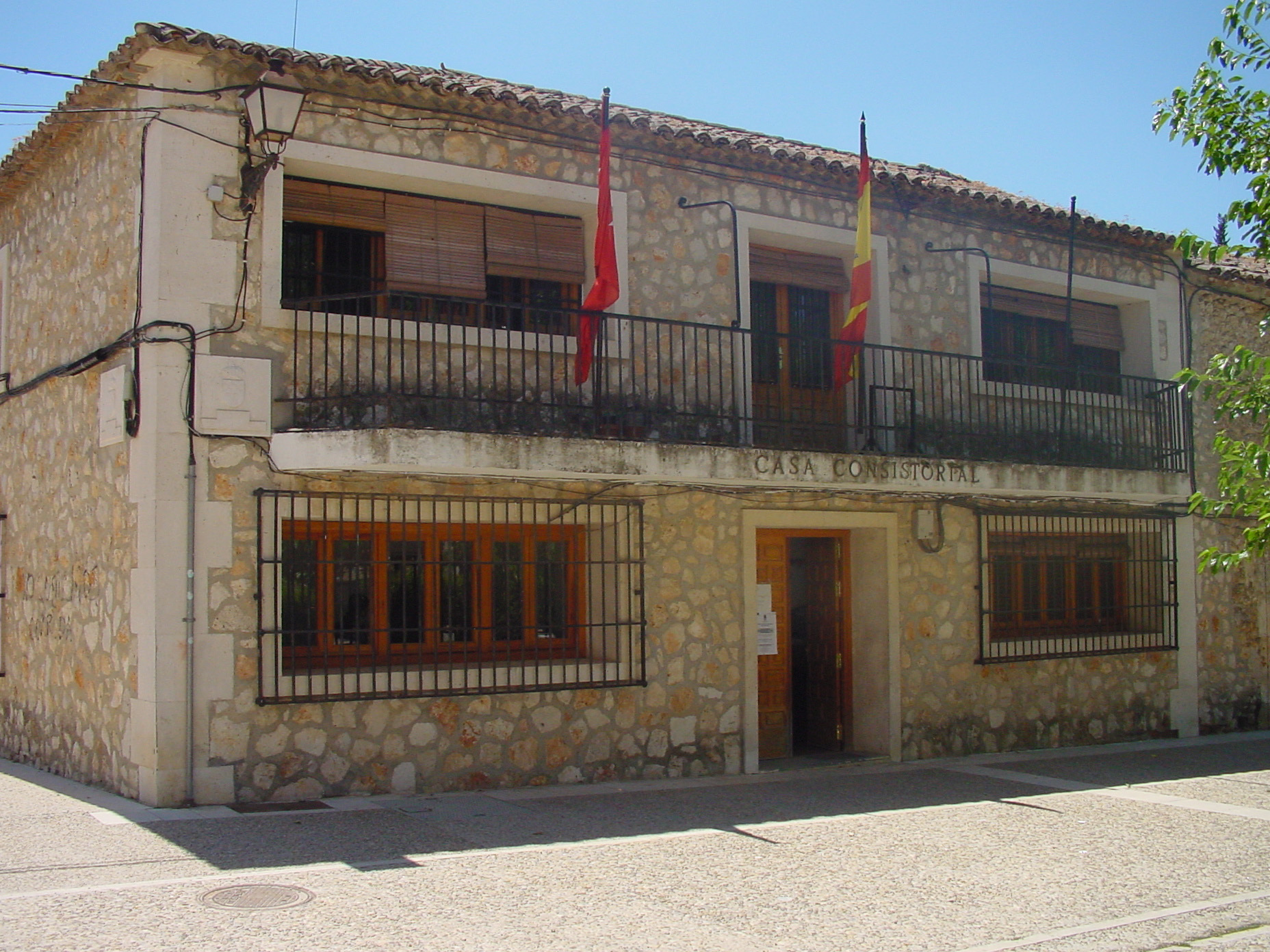
Casa consistorial

### Educación
Nuevo Baztán cuenta con la casita de niños municipal, la Escuela Infantil Pocholines y dos colegios: el Colegio Internacional Eurovillas (concertado) y el C. E. I. P. Juan de Goyeneche (público).

### Sanidad
Nuevo Baztán cuenta con un consultorio local.

## Patrimonio
Los edificios que contienen en bloque el palacio de Goyeneche, la iglesia y la plaza con sus viviendas está construido con la denominada piedra caliza. El estilo del conjunto es de un churrigueresco contenido. Las viviendas tienen dos plantas. Se organizan en un conjunto de varias plazas: plaza de la Iglesia, plaza del Mercado y plaza de las Fiestas (denominada también plaza de toros). La iglesia y el palacio se encuentran adosados sin solución de continuidad en un mismo edificio.

### Palacio de Goyeneche
El palacio fue el lugar de residencia del fundador Juan de Goyeneche. Posee una planta rectangular elevado en dos plantas. El edificio se desarrolla en torno a un patio en forma de claustro con arcos de medio punto en el nivel inferior y rebajados en el superior. El edificio se encuentra adosado a la iglesia y posee una torre: la Torre de Palacio. La entrada al palacio y las ventanas ostentan el escudo del valle de Baztán que consta de un juego de ajedrez escaquado de blanco y negro, concedido por Sancho VII el Fuerte tras el heroico comportamiento de los baztaneses en la batalla de las Navas de Tolosa.
|                                |
| El escudo ajedrezado de Baztán |

|                                     |
| Escudo superior del conde de Saceda |

|                                                        |
| Cara ornamental en la ménsula de soporte de la portada |

### Iglesia de San Francisco Javier
La iglesia adosada al palacio ocupa el ala sur de la edificación. Tiene dos torres acabadas en chapiteles. El interior destaca por su profusa decoración, especialmente en lo que respecta al retablo del altar mayor, obra del propio Churriguera. Realizado, en su mayor parte, en mármol rojo, está presidido por una escultura de san Francisco Javier. En la parte superior, aparece un medallón, donde se representa al santo bautizando a un rey infiel, acompañado por dos amerindios.
|                                                                 |
| Los chapiteles de las torres (vista desde la plaza del Secreto) |

|                               |
| Escultura de Francisco Javier |

|                                                      |
| Vista desde la calle del Palacio (esquina del reloj) |

### Plazas

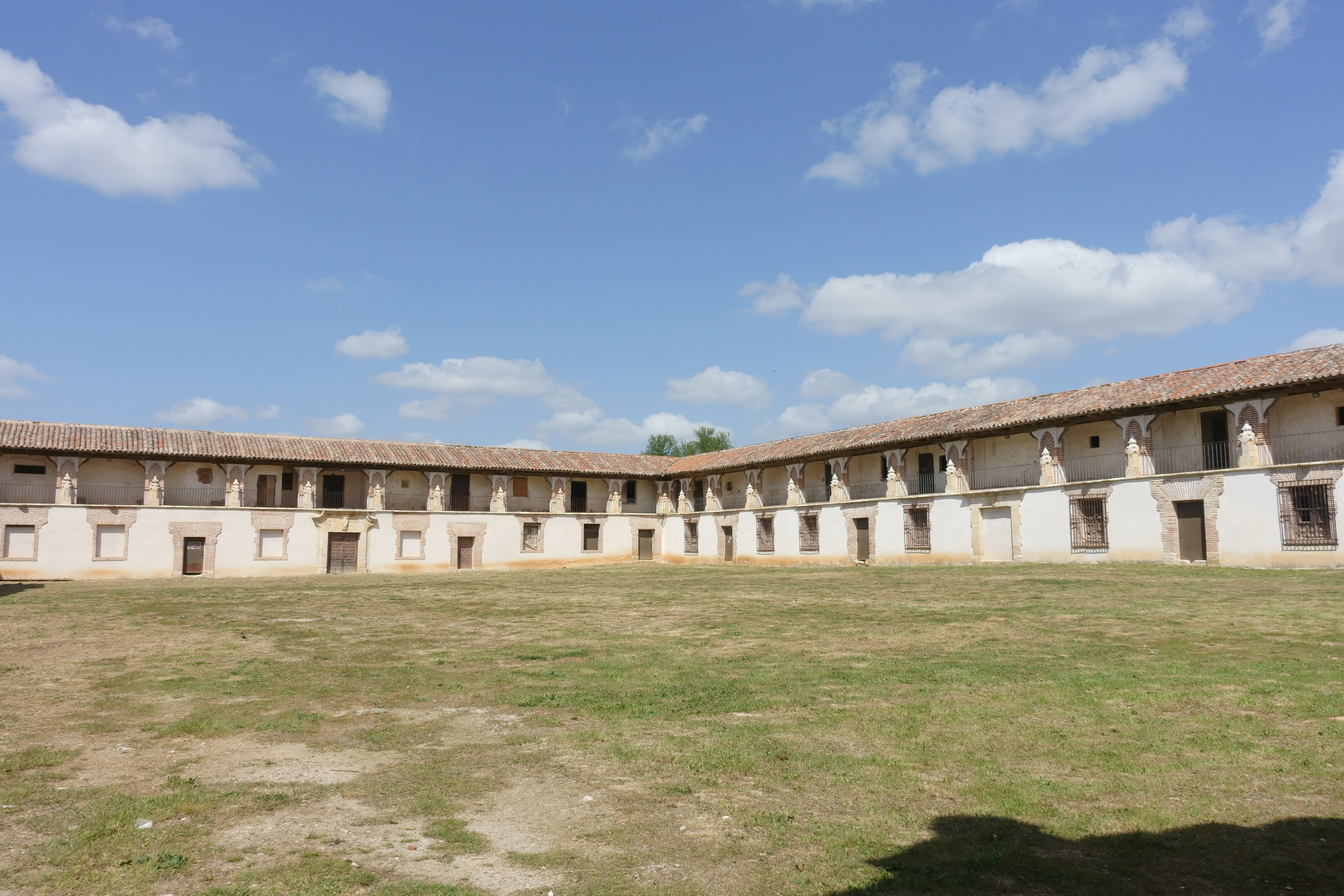
Plaza de Fiestas

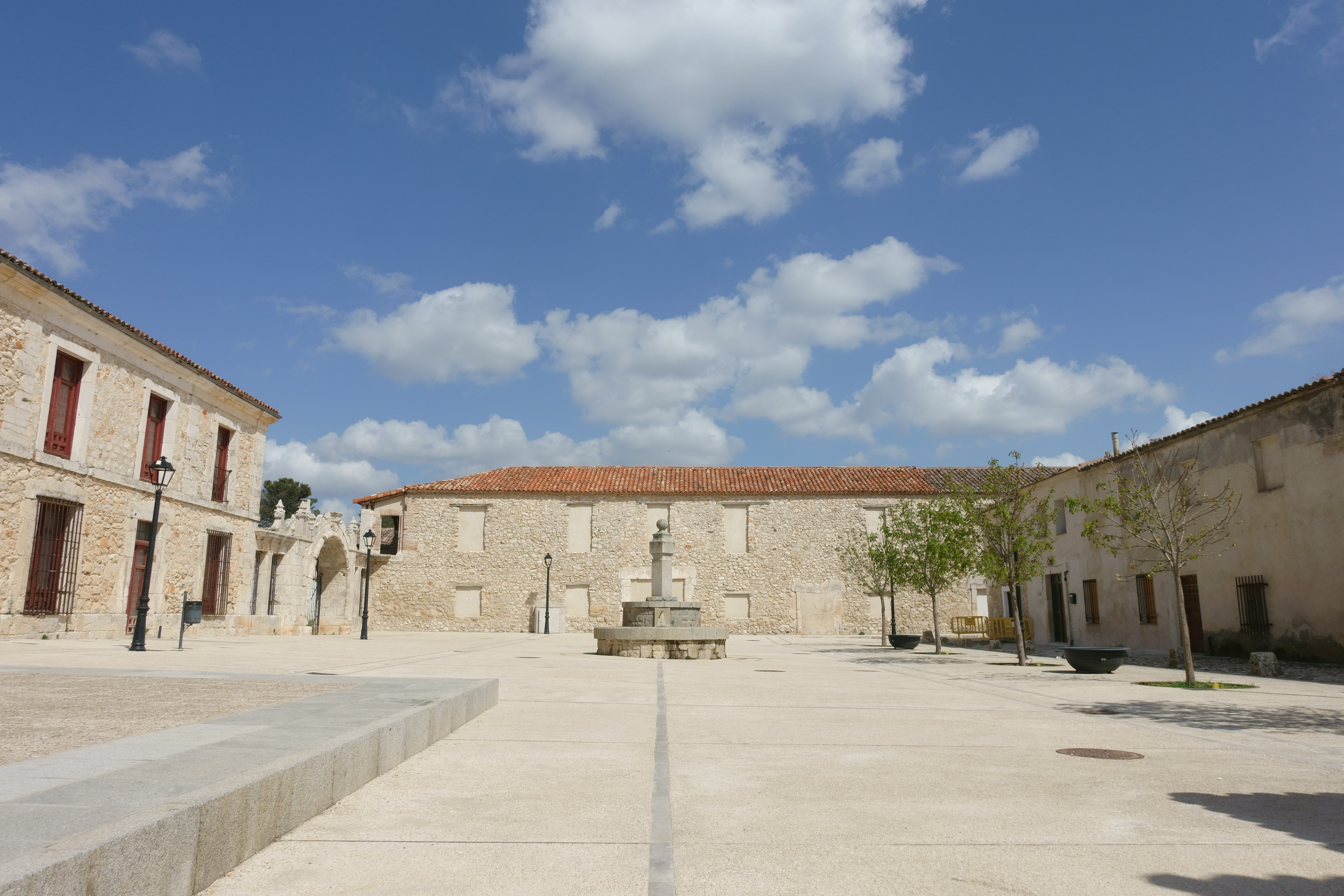
Plaza del Secreto

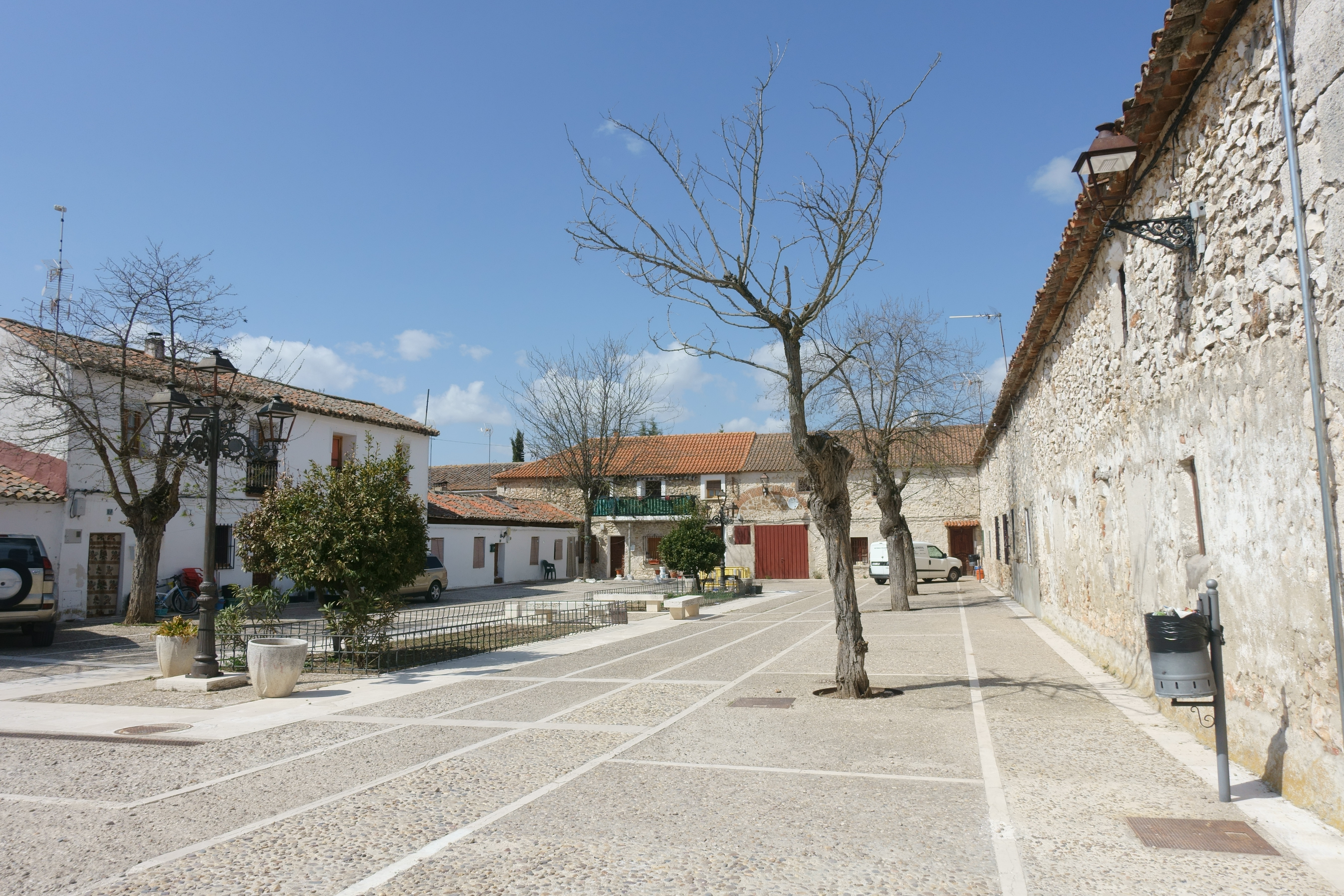
Plaza de la Cebada

Cuando Pascual Madoz visita la localidad en 1849, menciona la existencia de sesenta viviendas, dos plazas y otras dos plazuelas. Ejemplos como el trazado urbanístico de San Fernando de Henares son copias de Nuevo Baztán. En la actualidad se tienen los siguientes espacios:
- Plaza de la Iglesia, también llamada plaza del Jardín o plaza Mayor. Se extiende frente a la fachada principal del palacio-iglesia, que, como se ha citado, está orientada al oeste. Tiene planta cuadrangular y, en su punto central, se ubica la Fuente de los Tritones, denominada así por tener como ornamento tres ictiocentauros en su espiga.
- Plaza de las Fiestas, conocida también como plaza de toros, porque en ella se celebraban festejos taurinos. Es de planta rectangular. Se encuentra junto a la fachada posterior del palacio-iglesia, que conforma la cara occidental del recinto. Sus lados septentrional y oriental están delimitados por las Casas de Oficios, cuya fachada, en esta parte, está formada por una balconada con arcos.
- Plaza del Mercado o del Secreto. Está situada al sur del núcleo central y cumplió antaño una función comercial. Con posterioridad a su construcción, fueron añadidos un escalón lateral y una fuente.
- Subterráneo. Está excavado bajo el palacio-iglesia, extendiéndose más allá del estricto perímetro de la edificación. Realizado en bóvedas de ladrillo, fue utilizado como bodega, en su contacto con el recinto palaciego, y como cripta, en la parte correspondiente al templo religioso.
- La Campa. Así se conoce al antiguo jardín del palacio. Solo se conservan diferentes arboledas.

## Cultura

### Fiestas
- Fiestas populares del Santísimo Cristo del Socorro: primera semana de mayo
- Fiestas de la Fundación. Conmemoran la fundación del municipio el 9 de octubre de 1723
- La Javierada: segundo domingo del mes de marzo
- San Miguel: 29 de septiembre
- San Francisco Javier. Día del Patrón de Nuevo Baztán: 3 de diciembre
- Fiestas de la urbanización Monte Acevedo: cuarto fin de semana de julio
- Festival de música rock-pop de Nuevo Baztán Nubarock el segundo sábado de julio